# پناهگاه صخره‌ای گندابه ۱
پناهگاه صخر ه‌ای گندابه ۱ مربوط به دوران پارینه‌سنگی است و در شهرستان کوهدشت، بخش مرکزی، دهستان گل گل، روستای گندابه واقع شده و این اثر در تاریخ ۷ اسفند ۱۳۸۶ با شمارهٔ ثبت ۲۱۳۵۳ به‌عنوان یکی از آثار ملی ایران به ثبت رسیده است.